# Zabré (département)
Cet article concerne le département et la commune rurale. Pour le village chef-lieu, voir Zabré.
Zabré est un département et une commune rurale de la province du Boulgou, situé dans la région du Centre-Est au Burkina Faso.

## Géographie

### Situation
Zabré est situé à environ 110 km de Tenkodogo, chef-lieu de la province du Boulgou.
Avec une superficie de 962,06 km2, il est limité au nord par le département de Zonsé, au sud par le département de Zoaga et la République du Ghana, à l'Ouest par la province du Zoundwéogo et le Nazinon (la Volta Rouge) qui le séparent de la province du Nahouri, à l'Est par le Nakambé (nom burkinabè de la Volta Blanche) qui fait frontière avec le département de Bitou.

### Environnement
L'altitude moyenne est inférieure à 290 m.
Son climat est de type sud-soudanienne (pluviométrie moyenne 920,2 mm sur 50,3 jours).

### Démographie
Les ethnies dominantes sont les Bisa qui sont majoritaires (90 %) ensuite viennent les Peulh (5 %) puis les minorités Koussacé, Moosé, Namkana et Kassena.
Au recensement général de la population de 2006, consolidé en 2012, le département comptait 82 767 habitants.

### Villages
Le département et la commune rurale de Zabré est administrativement composé de quarante-quatre village, dont le village chef-lieu homonyme (populations actualisées en 2006) :
- Bangou (2 685 habitants)
- Bargansé (97 habitants)
- Bargansé-Peulh (508 habitants)
- Bassintaré (42 habitants)
- Béka (3 417 habitants)
- Béka-Zourma (1 507 habitants)
- Bénya-Kipala (1 314 habitants)
- Bénya-Peulh (212 habitants)
- Bissaya (4 141 habitants)
- Bougré Dé Youga (ou Bougré de Youga) (358 habitants)
- Bougréboko (1 336 habitants)
- Bourma (905 habitants)
- Doun (1 325 habitants)
- Gassougou (3 947 habitants)
- Gonsé (290 habitants)
- Gon (911 habitants)
- Gourgou-Samandi (355 habitants)
- Guirmogo (2 570 habitants)
- Mangagou (953 habitants)
- Moendé (656 habitants)
- Sambarégou (697 habitants)
- Sampéma (7 736 habitants)
- Sangou (2 871 habitants)
- Sig-Noghin (610 habitants)
- Sihoun (1 468 habitants)
- Songo (1 526 habitants)
- Soussoula (3 108 habitants)
- Toubissa (1 006 habitants)
- Wanda (1 490 habitants)
- Wangala (2 571 habitants)
- Wilgo (979 habitants)
- Yokouma (139 habitants)
- Yoroko-Peulh (810 habitants)
- Yoroko (2 229 habitants)
- Youga-Peulh (153 habitants)
- Youga (1 153 habitants)
- Youkouka (499 habitants)
- Youngou-Peulh (246 habitants)
- Youngou (3 595 habitants)
- Zabré (14 889 habitants), chef-lieu
- Zakaré (179 habitants)
- Zihoun (2 516 habitants)
- Zourma (4 907 habitants)

## Personnalité liées
- Pingdwendé Gilbert Ouedraogo